# Aguçadoura et Navais
Aguçadoura et Navais (en portugais : Aguçadoura e Navais), officiellement l'Union des Freguesias d'Aguçadoura et Navais (en portugais : União das Freguesias de Aguçadoura e Navais), est une freguesia portugaise de la municipalité de Póvoa de Varzim.
Elle est créée en 2013 à partir de la fusion des freguesias d'Aguçadoura et de Navais, décidée dans le cadre d'une réforme administrative à l'échelon national.

## Géographie

### Localisation
Aguçadoura et Navais se situe en bord d'Océan Atlantique, environ 6 km au nord de Póvoa de Varzim. Elle est délimitée par Estela au nord et par Aver-o-Mar, Amorim et Terroso à l'est et au sud.

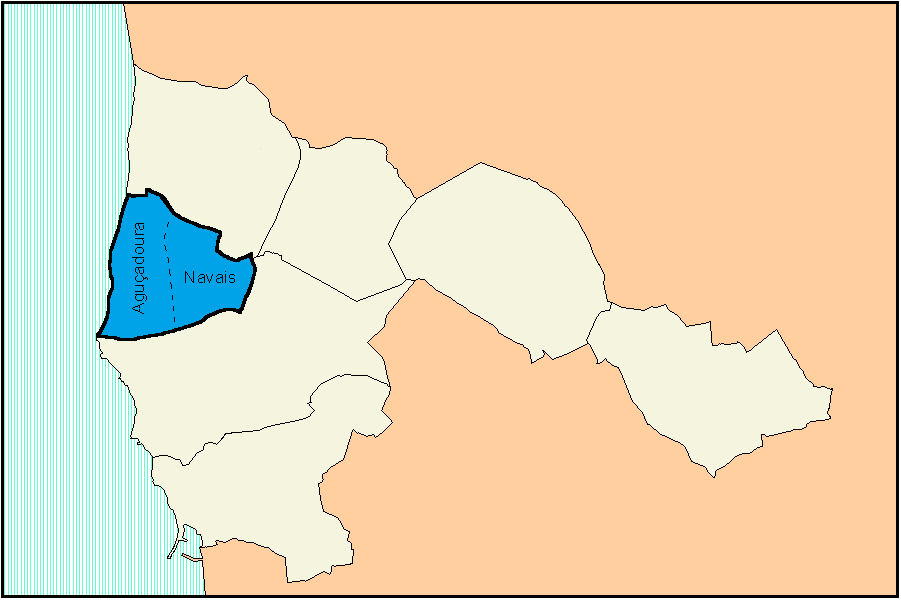
Freguesias du concelho de Póvoa de Varzim. En bleu, l'Union des Freguesias d'Aguçadoura et Navais. En pointillés, la limite des deux anciennes freguesias la constituant.

### Lieux-dits
- Agra de Bouças
- Aldeia
- Areosa
- Burgada
- Cabreira
- Caturela
- Codixeira
- Crasto
- Espadelos
- Espinhal
- Granjeiro
- Navais
- Outeiro
- Prelades
- Saint-André (Santo André)
- Sonhim

## Histoire
La freguesia est créée le 29 janvier 2013 dans le cadre d'une réforme administrative à l'échelon national; elle regroupe alors les anciennes freguesias d'Aguçadoura et de Navais.

## Population et société

### Liste des maires
| Période         | Période                       | Identité              | Étiquette | Qualité       |
| --------------- | ----------------------------- | --------------------- | --------- | ------------- |
| 29 janvier 2013 | En cours (au 25 juillet 2020) | Fernando Eusébio Rosa | PPD/PSD   | Réélu en 2017 |

## Économie
Depuis toujours, l'activité économique principale à Aguçadoura et Navais réside dans l'agriculture, plus principalement dans l'horticulture dans les dernières décennies, transformant de fait la freguesia en l'un des principaux centres de production du pays.
Les marchés du Grand Porto et du Minho sont désormais approvisionnés en grandes quantité et variété de produits en venant, notamment des oignons, des choux, des salades vertes et rouges ainsi que des tomates. De même, l'on note l'exportation de nombre de ces produits vers le reste de l'Union européenne, notamment vers l'Espagne.
Cette agriculture prospère et productive doit son succès à la transformation de dunes arides en terrains fertiles nommés champs masseira (pt).
Aguçadoura et Navais accueille également le siège de l'Horpozim, association des horticulteurs de Póvoa de Varzim, fondée en 1987.
On relèvera aussi l'utilisation des algues sargasses, notamment par les particuliers qui les utilisent comme fertilisant.

### Source de traduction
- (pt) Cet article est partiellement ou en totalité issu de l’article de Wikipédia en portugais intitulé « União das Freguesias de Aguçadoura e Navais » (voir la liste des auteurs).